# George Coșbuc
George Coșbuc, född 20 september 1866, död 9 maj 1918, var en rumänsk poet och journalist.
Coșbuc började efter universitetsstudier i Cluj som medarbetare i ortspressen och tidningen Tribuna i Sibiu men bosatte sig senare i Bukarest, där han en tid tillhörde kretsen kring Titu Maiorescu. Hans rykte som skald befästes genom diktsamlingen Balade şi idile ("Ballader och idyller", 1893), de flesta av dikterna härstammade från tiden 1883-1890. Coşbucs främsta diktcykel, Fire de tort ("Spunna trådar", 1899), hämtar stor del av sitt stoff ur folksägnen; dikten Noi vrem pământ ("Vi kräver jord") är en röst åt de förtryckta böndernas, först genom 1921 års agrarreform förverkligade självständighetssträvanden.